# Hedlundia hybrida
Espèce
Hedlundia hybrida (syn. Sorbus hybrida), l'Alisier de Scandinavie, Sorbier de Scandinavie, Sorbier hybride, Sorbier de Laponie, Alisier de Laponie, Sorbier finlandais ou Alisier de Finlande[réf. nécessaire], est une espèce de plantes à fleurs de la famille des Rosacées. C'est un arbre originaire de Scandinavie. On l'utilise comme arbre ornemental.

## Synonymes
Selon Plants of the World online (POWO) (18 février 2024) :
(homotypiques)
- Aria hybrida (L.) Beck in Fl. Nieder-Österreich 2: 711 (1892)
- Ariosorbus hybrida (L.) Mezhenskyj in Netraditsĭni plodoy kulʼturi: 28 (2012)
- Crataegus hybrida L. in Fauna Suec.: 557 (1761)
- Pyrus hybrida (L.) Sm. in Fl. Brit. 2: 534 (1800), nom. illeg.
- Pyrus semipinnata Roth in Enum. Pl. Phaen. Germ. 2: 438 (1827), nom. illeg.
- Sorbus aucuparia subsp. hybrida (L.) Bonnier & Layens in Tabl. Syn. Pl. Vasc. France: 103 (1894)
- Sorbus aucuparia var. hybrida (L.) Pers. in Syn. Pl. 2: 38 (1806)
- Sorbus hybrida (L.) L. in Sp. Pl., ed. 2.: 684 (1762)
- Sorbus semipinnata Hedl. in Kongl. Svenska Vetensk. Acad. Handl., n.f., 35(1): 55 (1901), nom. illeg.
- Sorbus semipinnata eusemipinnata Kárpáti in Index Hort. Bot. Univ. Hung. 4: 84 (1940), nom invalide

(hétérotypiques)
- Aria pinnatifida (Hook.) Lavallée in Énum. Arbres: 101 (1877), nom. superfl.
- Azarolus pinnatifida Borkh. in Theor. Prakt. Handb. Forstbot. 2: 1245 (1803), nom. superfl.
- Crataegus aria var. fennica L. in Fl. Suec., ed. 2: 167 (1755)
- Crataegus fennica Kalm in Fl. Fenn.: 6 (1765)
- Crataegus fennica kalmii L. in Fl. Suec., ed. 2: 167 (1755), nom invalide
- Hahnia pinnatifida Medik. in Gesch. Bot.: 82 (1793), nom. superfl.
- Lazarolus pinnatifida Borkh. in Arch. Bot. (Leipzig) 1(3): 88 (1798), nom. superfl.
- Pyrus aria subsp. fennica (Kalm) Syme in J.E.Smith, Engl. Bot., ed. 3B, 3: 247 (1864)
- Pyrus aria var. pinnatifida Hook. in Brit. Fl., ed. 4, 1: 197 (1838)
- Pyrus auriculata (Pers.) DC. in Prodr. 2: 636 (1825)
- Pyrus fennica (Kalm) Bab. in Man. Brit. Bot., ed. 3: 111 (1851)
- Pyrus pinnatifida Ehrh. in Beitr. Naturk. Verw. Wiss. 6: 93 (1791), nom. superfl.
- Pyrus pinnatifida var. fastigiata Bean in Gard. Chron., ser. 3, 41: 184 (1907)
- Pyrus pinnatifidia Borkh. in Theor. Prakt. Handb. Forstbot. 2: 1245 (1803)
- Pyrus scandica var. fennica (Kalm) Duthie in Rep. Bot. Exch. Club 1870: 11 (1871), nom. superfl.
- Pyrus scandica var. pinnatifida Duthie in Rep. Bot. Exch. Club 1870: 11 (1871)
- Sorbus auricula Dippel in Handb. Laubholzk. 3: 371 (1893), orth. var.
- Sorbus auriculata Pers. in Syn. Pl. 2: 39 (1806)
- Sorbus fennica (Kalm) Fr. in Summa Veg. Scand.: 42 (1845)
- Sorbus hybrida f. fastigiata (Bean) Rehder in J. Arnold Arbor. 1: 263 (1920)
- Sorbus hybrida var. laciniata Lavallée in Énum. Arbres: 101 (1877), nom. nud.
- Sorbus hybrida var. pinnatifida Lavallée in Énum. Arbres: 101 (1877), nom. nud.
- Sorbus hybrida var. superaucuparia Zabel in L.Beissner, E.Schelle & H.Zabel, Handb. Laubholzben.: 196 (1903)
- Sorbus pinnatifida Hartig in Lehrb. Pflanzenk. 1: 509 (1840), nom. superfl.